# Kim Kum-il
Dans ce nom coréen, le nom de famille, Kim, précède le nom personnel.
Pour les articles homonymes, voir Kim.
Kim Kum-il (coréen : 김금일), né le 10 octobre 1987, est un footballeur international nord-coréen. Il évolue actuellement au April 25 SG dans le championnat national nord-coréen au poste d'attaquant.

## Carrière internationale
Il fait partie des 23 joueurs nord-coréens sélectionnés pour participer à la coupe du monde 2010.

### But international
| # | Date             | Lieu               | Adversaire  | Score | Compétition     |
| - | ---------------- | ------------------ | ----------- | ----- | --------------- |
| 1 | 24 décembre 2007 | Bangkok, Thaïlande | Ouzbékistan | 2-2   | King's Cup 2007 |